# شرفلية غامضة
شرفلية غامضة (الاسم العلمي:Scherffelia dubia) هي نوع من طحالب خضراء تتبع جنس الشرفلية من فصيلة الخضرية المتشجرة.